# Supervielle
Supervielle  es el primer álbum del músico y dj Luciano Supervielle, lanzado en 2004.
El álbum se convertiría en el segundo del ensamble Bajofondo, donde la identidad tanguera se mezcla con la electrónica y viceversa.

## Listado de temas
- Todos los temas compuestos por Luciano Supervielle excepto donde se indica:

1. No Quiero Otro - 0:48
2. Decollage - 3:32
3. Centroja - 5:23 (voz Fernando Cabrera)
4. Fandango - 4:55
5. 3000 Ans - 2:11
6. Miles De Pasajeros - 4:28
7. Perfume - 4:52 (voz Adriana Varela)
8. Mateo Y Cabrera - 4:54
9. Air Concert - 1:19
10. Leonel, El Feo - 2:29
11. Ese Cielo Azul - 5:49
12. Pulso (1000 Mares) - 3:51 (voz Ana Tijoux)
13. Tangodrome - 1:24
14. Forma	- 3:53
15. 332 - 4:23